# Лахненски военен музей
Лахненският военен музей (на гръцки: Στρατιωτικό Μουσείο Λαχανά) е музей в южномакедонското солунско село Лахна (Лаханас), Гърция.
Музеят е създаден в 1969 година и е един от най-старите военни музеи в Гърция. Разположен е в подножието на хълма, където между 19 и 21 юни 1913 година по време на Междусъюзническата война между България и Гърция се провежда решаващо сражение, в което българските части са разбити и отблъснати към Сяр. Музеят съдържа предимно артефакти от гръцките и българските военни части, участвали в битката. В предния двор има три български оръдия, едно 120-милиметрово, едно 50-милиметрово и см и едно дулнозарядно. Вътре има голяма релефна карта, показваща движенията на частите и сблъсъците между гръцката и българската армия, 8-милиметрови български манлихери и 6,5-милиметрови гръцки манлихери, картечници, гранати, гилзи, пистолети, щикове, командирски саби, гръцки военни униформи, включително тази на подполковник Йоанис Папакирязис, убит в битката при Лахна, и два портрета в цял ръст на Елевтериос Венизелос и престолонаследника Константинос. Също така има 4 картини на Кенан Месаре, сина на Хасан Тахсин паша, който предава града на гърците, и придружава Константинос по време на Епирската кампания и Междусъюзническата война. Те изобразяват сцени от битката при Кукуш по време на Втората балканска война., и отиде с Константин на кампанията Епир и в Междусъюзническата война. Те изобразяват сцени от битката при Лаханас по време на Втората балканска война.
- Българско 120-милиметрово оръдие
- Българска 105-милиметрова планинска гаубица
- Гръцки военни артефакти